# Pickup (fordon)

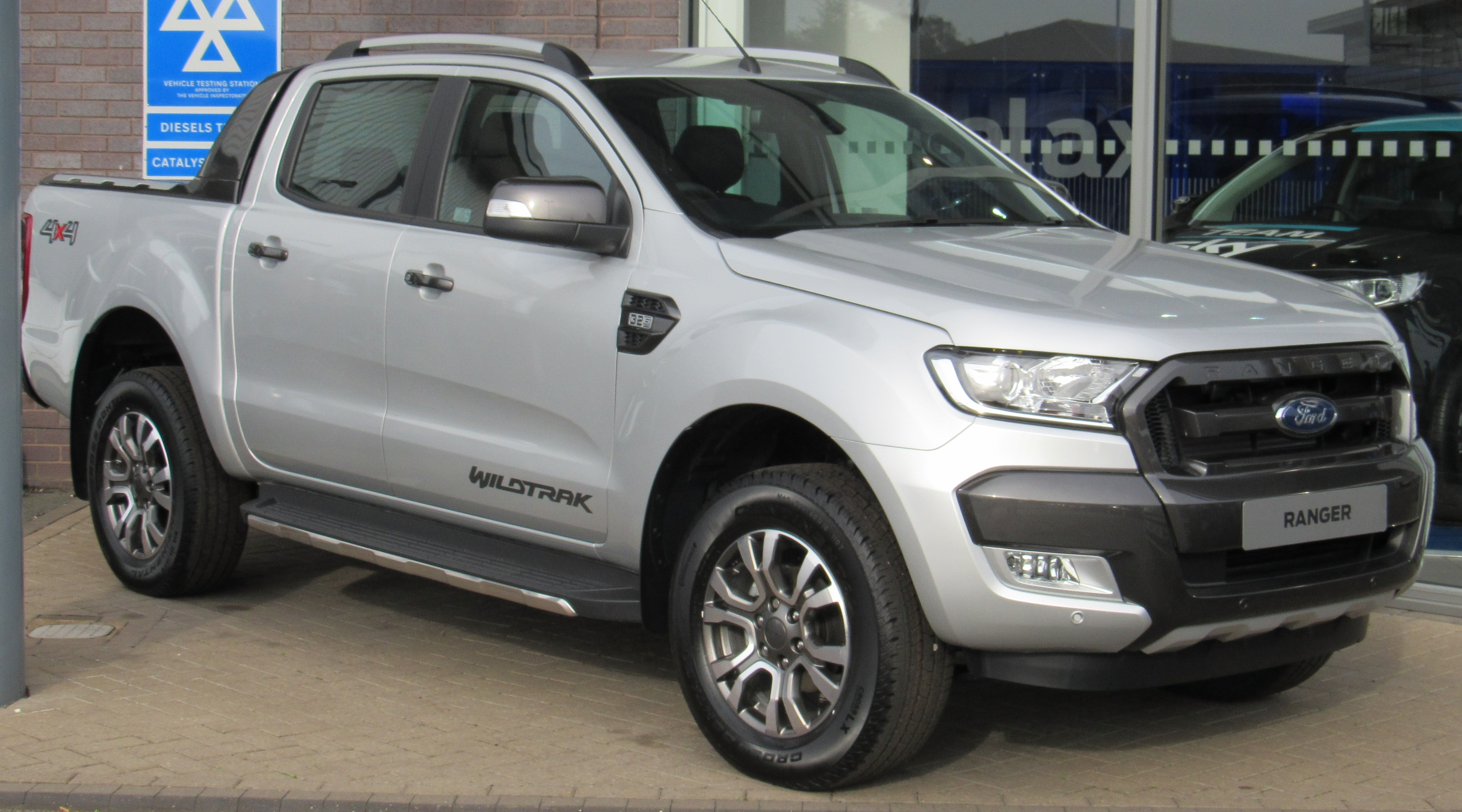
En Ford Ranger.

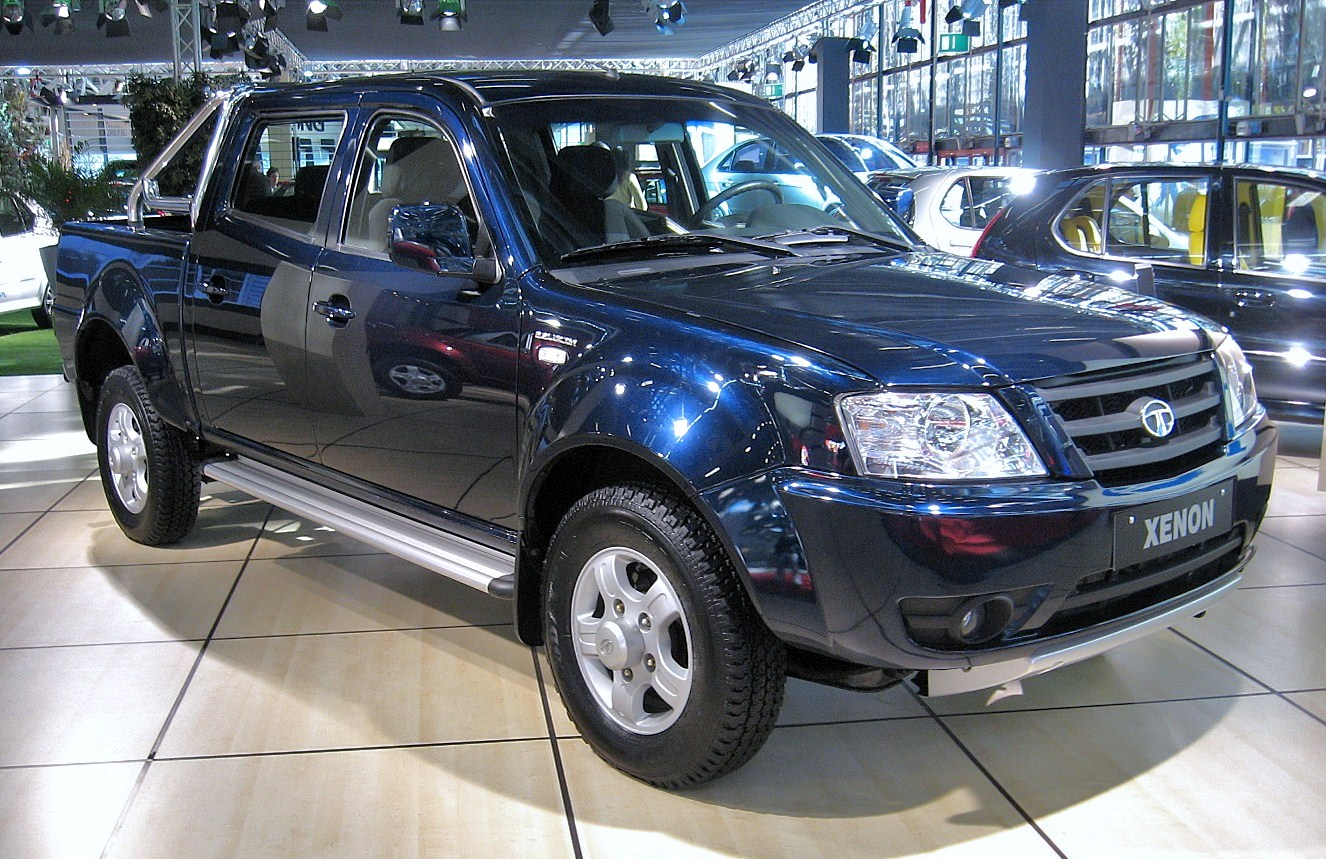
En Tata Xenon.

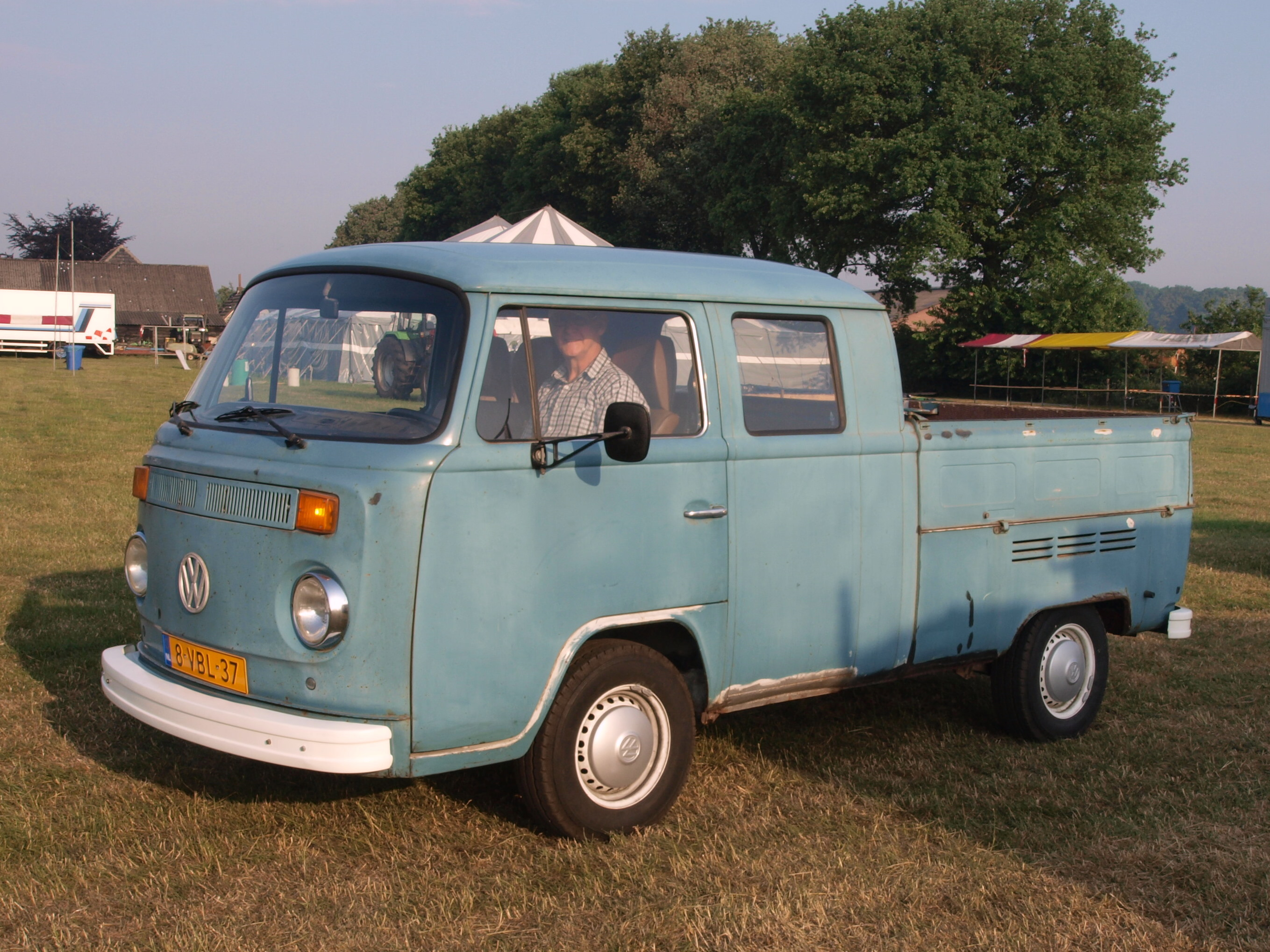
En Volkswagen pickup.

En pickup (eller pickupbil) är en biltyp med täckt eller öppet flak avsedd för mindre godstransporter eller användning inom jordbruk, entreprenad, skogsbruk, verkstadsindustri etc. Pickupper är vanligen två- eller tresitsiga och kan av många tillverkare fås i fyrhjulsdrivet utförande. Begreppet kommer från amerikansk engelska och betyder plocka upp, tänkt närmast som ett fordon lämpligt för att hämta, eller "plocka upp" mindre försändelser från t. ex. godsstationen. Stora internationella tillverkare av pickuper är Volkswagen, Ford, Chevrolet, GMC och Toyota.
Fordonstypen registreras i Sverige ofta som lätt lastbil.